# Supercoppa UEFA 2021
La Supercoppa UEFA 2021 è stata la 46ª edizione della Supercoppa UEFA e si è disputata al Windsor Park di Belfast, in Irlanda del Nord, l'11 agosto 2021.
A contendersela sono stati i vincitori della UEFA Champions League 2020-2021, gli inglesi del Chelsea, e quelli della UEFA Europa League 2020-2021, gli spagnoli del Villarreal.
A conquistare il trofeo è stato il Chelsea dopo i tiri di rigore, al secondo successo nella manifestazione.

## Partecipanti
| Squadre    | Qualificazione                                   | Partecipazioni precedenti (il grassetto indica la vittoria) |
| ---------- | ------------------------------------------------ | ----------------------------------------------------------- |
| Chelsea    | Vincitrice della UEFA Champions League 2020-2021 | 4 (1998, 2012, 2013, 2019)                                  |
| Villarreal | Vincitrice della UEFA Europa League 2020-2021    | Nessuna                                                     |

## Sede

### Selezione della sede
È stato indetto un bando libero dalla UEFA il 28 settembre 2018 per selezionare la sede della Supercoppa UEFA del 2021 (contestualmente al bando per la scelta delle sedi delle finali di UEFA Champions League, UEFA Europa League e UEFA Women's Champions League nel 2021). Le federazioni avevano tempo fino al 26 ottobre 2018 per esprimere il loro interesse, e i fascicoli delle offerte dovevano essere presentati entro il 15 febbraio 2019.
Il 1º novembre 2018 la UEFA ha annunciato che quattro federazioni avevano espresso il proprio interesse, presentando la candidatura ufficiale.
| Paese            | Stadio          | Città    | Capacità | Note  |
| ---------------- | --------------- | -------- | -------- | ----- |
| Bielorussia      | Stadio Dinamo   | Minsk    | 22 000   | [ 6 ] |
| Finlandia        | Olympiastadion  | Helsinki | 36 000   | [ 6 ] |
| Irlanda del Nord | Windsor Park    | Belfast  | 18 434   | [ 6 ] |
| Ucraina          | Stadio Metalist | Charkiv  | 40 003   | [ 6 ] |

Il Windsor Park di Belfast è stato selezionato dal Comitato Esecutivo UEFA durante la riunione di Lubiana del 24 settembre 2019.

## Contesto
Al Windsor Park di Belfast va in scena la finale tra Chelsea, alla quinta presenza nella competizione dopo l'ultima sconfitta del 2019, e Villarreal, che è invece alla sua prima apparizione. L'allenatore degli inglesi, Tuchel, schiera la squadra col 3-4-2-1: davanti al portiere Mendy, il terzetto di difensori centrali è composto da Zouma, Chalobah e Rüdiger. In mediana il capitano Kanté è supportato da Kovačić, mentre sulle fasce vengono scelti Alonso e Hudson-Odoi. Sulla trequarti sono invece disposti Havertz e Ziyech, alle spalle dell'unico centravanti Werner. Il tecnico degli spagnoli, Emery, opta invece per il 4-3-3: davanti ad Asenjo, la retroguardia è costituita da Foyth e Pedraza come terzini e dal capitano Albiol e Torres come difensori centrali. In mediana Capoue è affiancato da Trigueros e Alberto Moreno, mentre il tridente offensivo è formato da Gerard Moreno, Pino e Dia.

## La partita
Dopo cinque minuti di gioco, il Chelsea sfiora il vantaggio con Werner, che, sugli sviluppi di un calcio d'angolo, tira al volo di destro trovando l'ottima opposizione di Asenjo. Gli inglesi insistono e trovano il vantaggio al 27': Havertz s'invola sulla fascia sinistra e crossa in mezzo all'area per Ziyech, che insacca in rete con un sinistro di prima intenzione, firmando l'1-0. Nei minuti di recupero, il Villarreal colpisce la traversa con un sinistro al volo di Alberto Moreno, servito da un gran cross di Gerard Moreno. Il primo tempo si chiude dunque con i Blues avanti di misura.
In apertura della seconda frazione, un errore di Mendy regala il pallone a Dia, che verticalizza per Gerard Moreno, ma l'attaccante spagnolo colpisce in pieno il palo da posizione favorevole. Gli iberici pervengono comunque al pareggio al 73' proprio con Gerard Moreno, che, dopo aver ricevuto un passaggio di tacco da parte di Dia, segna con un destro micidiale di prima intenzione. Nell'ultimo minuto di recupero, gli inglesi hanno una buona occasione con Alonso, ma il suo sinistro dalla distanza finisce sul fondo, rendendo quindi necessari i tempi supplementari sul risultato di 1-1.
Nel corso del primo tempo supplementare, i Blues sprecano un'ottima occasione per raddoppiare con il subentrato Pulisic, che, complice un rimpallo all'interno della difesa spagnola, non inquadra lo specchio della porta da pochi passi. Nella seconda frazione addizionale sono nuovamente gli inglesi a sfiorare la rete con l'altro subentrante Mount, che impegna severamente Asenjo con un destro dal limite dell'area. Col punteggio ancora in parità, la gara si decide ai calci di rigore e l'allenatore dei londinesi, Tuchel, sceglie di sostituire Mendy con il portiere di riserva, Kepa.
Dal dischetto, il Villarreal si porta subito in vantaggio a seguito dell'errore iniziale di Havertz, che si fa parare il proprio rigore da Asenjo, e della successiva realizzazione di Gerard Moreno, che invece spiazza Kepa. Il Chelsea ristabilisce tuttavia la parità grazie al penalty segnato da Azpilicueta e da quello sbagliato di Mandi. Le due squadre realizzano poi i loro quattro rispettivi rigori: per gli inglesi vanno a segno Alonso, Mount, Jorginho e Pulisic, mentre per gli spagnoli sono Estupiñán, Gómez, Raba e Foyth ad insaccare in rete dagli undici metri. Nell'ultima coppia di tiri, Rüdiger spiazza Asenjo, mentre Albiol si fa parare il proprio penalty da Kepa, che consegna difatti ai Blues il loro secondo trofeo nella manifestazione.

## Tabellino

### Dettagli
La squadra "di casa" (ai fini amministrativi) è stata la vincitrice della UEFA Champions League.
| Arbitro: | Sergej Karasëv |

|                                                           |                      |                                                   |
| Ziyech 27’                                                | Marcatori            | 73’ G. Moreno                                     |
| Havertz Azpilicueta Alonso Mount Jorginho Pulisic Rüdiger | Tiri di rigore 6 – 5 | G. Moreno Mandi Estupiñán Gómez Raba Foyth Albiol |

| Chelsea | Villarreal |

| P               | 16            | Edouard Mendy       |                 | 119’ |
| D               | 15            | Kurt Zouma          |                 | 66’  |
| D               | 14            | Trevoh Chalobah     |                 |      |
| D               | 2             | Antonio Rüdiger     | 44’             |      |
| C               | 20            | Callum Hudson-Odoi  |                 | 82’  |
| C               | 7             | N'Golo Kanté        |                 | 65’  |
| C               | 17            | Mateo Kovačić       |                 |      |
| C               | 3             | Marcos Alonso       |                 |      |
| A               | 22            | Hakim Ziyech        |                 | 43’  |
| A               | 29            | Kai Havertz         |                 |      |
| A               | 11            | Timo Werner         |                 | 65’  |
| A disposizione: |               |                     |                 |      |
| P               | 1             | Kepa Arrizabalaga   | Tiri di rigore’ | 119’ |
| D               | 4             | Andreas Christensen |                 | 66’  |
| D               | 6             | Thiago Silva        |                 |      |
| D               | 21            | Ben Chilwell        |                 |      |
| D               | 24            | Reece James         |                 |      |
| D               | 28            | César Azpilicueta   |                 | 82’  |
| D               | 33            | Emerson             |                 |      |
| C               | 5             | Jorginho            |                 | 65’  |
| C               | 10            | Christian Pulisic   |                 | 43’  |
| C               | 19            | Mason Mount         |                 | 65’  |
| A               | 9             | Tammy Abraham       |                 |      |
| A               | 12            | Ruben Loftus-Cheek  |                 |      |
| Allenatore:     |               |                     |                 |      |
| Thomas Tuchel   | Thomas Tuchel | Thomas Tuchel       | 45+1’           |      |

| P               | 1  | Sergio Asenjo    |      |     |
| D               | 8  | Juan Foyth       |      |     |
| D               | 3  | Raúl Albiol      |      |     |
| D               | 4  | Pau Torres       |      |     |
| D               | 24 | Alfonso Pedraza  |      | 58’ |
| C               | 14 | Manu Trigueros   |      | 70’ |
| C               | 25 | Étienne Capoue   |      | 70’ |
| C               | 18 | Alberto Moreno   |      | 85’ |
| A               | 21 | Yéremi Pino      | 61’  | 91’ |
| A               | 7  | Gerard Moreno    |      |     |
| A               | 16 | Boulaye Dia      |      | 85’ |
| A disposizione: |    |                  |      |     |
| P               | 13 | Gerónimo Rulli   |      |     |
| D               | 2  | Mario Gaspar     |      | 70’ |
| D               | 12 | Pervis Estupiñán |      | 58’ |
| D               | 15 | Jorge Cuenca     |      |     |
| D               | 20 | Rubén Peña       |      |     |
| D               | 22 | Aïssa Mandi      |      | 91’ |
| C               | 6  | Manu Morlanes    |      | 85’ |
| C               | 10 | Vicente Iborra   |      |     |
| C               | 17 | Dani Raba        | 119’ | 85’ |
| C               | 23 | Moi Gómez        |      | 70’ |
| A               | 9  | Paco Alcácer     |      |     |
| A               | 34 | Fer Niño         |      |     |
| Allenatore:     |    |                  |      |     |
| Unai Emery      |    |                  |      |     |

| Assistenti arbitrali: Igor Demeshko (Russia) Maksim Gavrilin (Russia) Quarto ufficiale: Aljaksej Kul'bakoŭ (Bielorussia) Assistente di riserva: Filippo Meli (Italia) VAR: Marco Fritz (Germania) Assistenti al VAR: Paweł Gil (Polonia) Massimiliano Irrati (Italia) | Regole dell'incontro - due tempi regolamentari da 45 minuti ciascuno; - due tempi supplementari da 15 minuti ciascuno in caso di parità; - tiri di rigore in caso di ulteriore parità; inizialmente cinque per squadra, e a oltranza fino a spareggio in caso di ulteriore parità; - numero massimo di 23 giocatori per squadra a referto (11 in campo e 12 come potenziali sostituti); - cinque sostituzioni permesse nei tempi regolamentari; una sesta permessa nei tempi supplementari. |

## Statistiche
| Statistiche       | Chelsea | Villarreal |
| ----------------- | ------- | ---------- |
| Reti segnate      | 1       | 0          |
| Tiri totali       | 6       | 6          |
| Tiri in porta     | 3       | 1          |
| Parate            | 1       | 2          |
| Possesso palla    | 61%     | 39%        |
| Calci d'angolo    | 4       | 2          |
| Falli commessi    | 5       | 6          |
| Fuorigioco        | 0       | 0          |
| Cartellini gialli | 1       | 0          |
| Cartellini rossi  | 0       | 0          |

| Statistiche       | Chelsea | Villarreal |
| ----------------- | ------- | ---------- |
| Reti segnate      | 0       | 1          |
| Tiri totali       | 8       | 5          |
| Tiri in porta     | 3       | 3          |
| Parate            | 2       | 3          |
| Possesso palla    | 49%     | 51%        |
| Calci d'angolo    | 2       | 3          |
| Falli commessi    | 3       | 4          |
| Fuorigioco        | 2       | 1          |
| Cartellini gialli | 0       | 1          |
| Cartellini rossi  | 0       | 0          |

| Statistiche       | Chelsea | Villarreal |
| ----------------- | ------- | ---------- |
| Reti segnate      | 0       | 0          |
| Tiri totali       | 7       | 1          |
| Tiri in porta     | 1       | 0          |
| Parate            | 0       | 1          |
| Possesso palla    | 63%     | 37%        |
| Calci d'angolo    | 3       | 0          |
| Falli commessi    | 2       | 5          |
| Fuorigioco        | 2       | 1          |
| Cartellini gialli | 1       | 1          |
| Cartellini rossi  | 0       | 0          |

| Statistiche       | Chelsea | Villarreal |
| ----------------- | ------- | ---------- |
| Reti segnate      | 1       | 1          |
| Tiri totali       | 21      | 12         |
| Tiri in porta     | 7       | 4          |
| Parate            | 3       | 6          |
| Possesso palla    | 57%     | 43%        |
| Calci d'angolo    | 9       | 5          |
| Falli commessi    | 10      | 15         |
| Fuorigioco        | 4       | 2          |
| Cartellini gialli | 2       | 2          |
| Cartellini rossi  | 0       | 0          |